# Godfrey Reggio
Godfrey Reggio (Nueva Orleans, Luisiana; 29 de marzo de 1940) es un director de cine estadounidense de películas documentales experimentales.

## Biografía
Nacido y criado en Nueva Orleans, Luisiana. Reggio cofundó La Clínica de la Gente, que proporcionaba atención médica a 12 000 personas en Santa Fe, y La Gente, un proyecto comunitario en barrios del norte de Nuevo México. En 1963 fue el cofundador de Young Citizens for Action, otro proyecto de carácter comunitario para ayudar a miembros de bandas juveniles en Santa Fe. En 1972 y también en Santa Fe, fundó el Institute for Regional Education, fundación no lucrativa centrada en el desarrollo de los medios de comunicación, las artes, la organización social y la investigación.
Reggio se ha implicado en muchas causas políticas progresistas en los Estados Unidos, trabajando para la American Civil Liberties Union o coorganizando una campaña multimedia de interés público sobre la invasión de la intimidad y el uso de la tecnología para controlar la conducta. Reggio reside en Santa Fe, Nuevo México, y actualmente se ocupa de un film de carácter narrativo que explora el impacto negativo del consumismo y el fundamentalismo en el mundo. En 2006 participó en el proyecto Stock Exchange of Visions.
Reggio es conocido principalmente por su trilogía Qatsi, que comprende las películas Koyaanisqatsi, Powaqqatsi, y Naqoyqatsi. Todos estos títulos provienen de la lengua Hopi; Koyaanisqatsi significa "vida desequilibrada", Powaqqatsi "vida en transformación", y Naqoyqatsi "la vida como guerra". En 1995 dirigió un cortometraje titulado Evidence, que presentaba, al igual que la trilogía Qatsi, una banda sonora compuesta por su amigo Philip Glass. Ha dirigido también un documental, Anima Mundi. Reggio pasó catorce años de ayuno, silencio y oración, tratando de convertirse en monje de los Christian Brothers, una congregación religiosa católica, hasta que abandonó esa senda para dedicarse al cine.

## Citas
Fuente: Godfrey Reggio en Essence of Life, documental disponible en la edición DVD de Koyaanisqatsi
- Sobre las películas Qatsi: "No es que usemos la tecnología, vivimos la tecnología. Se ha hecho tan ubicua como el aire que respiramos, por eso ya no somos conscientes de su presencia. Al hacer estas películas, decidí dejar de lado todo el fondo de un film tradicional --actores, caracterización, trama, argumento-- y traté de llevar el fondo, todo lo que serviría de soporte, como un papel pintado, a la superficie, convirtiéndolo en el tema, ennobleciéndolo con las virtudes del retrato, haciéndolo presente."

- Sobre el ordenador: "La utopía del orden tecnológico es la inmortalidad virtual. Por tanto adscrita sólo a los dioses, a la divinidad. Ahora tenemos un nuevo panteón, y el ordenador se sitúa en el centro. No siendo un signo, es el instrumento más poderoso del mundo en cuanto produce significado, produce globalización, y en ese sentido es la mayor magia del mundo, algo que todos admiramos."

- Sobre la creación del arte: "En cuanto a la impresión de la obra, no puedo saber lo que la gente va a pensar, o lo que van a decir los críticos. Yo trato de aportar alguna solución, y comprenderla yo mismo. Es una lucha, un proceso el que nos lleva a ello. No se trata de que yo escriba un guion, o tenga un punto de vista, sino de que en un determinado momento las palabras han de desaparecer de la página para que la imagen y el sonido se conviertan en aquello a lo que estás tratando de responder y te digan cómo darle forma, que te hablen. Tratas de estar en contacto con aquello que has contribuido a crear."

- Sobre la relación del hombre con el medio ambiente: "Trato de mostrar que el principal acontecimiento hoy no lo vemos quienes lo estamos viviendo, los que recorremos la superficie de los periódicos, la obviedad del conflicto, la injusticia social del mercado, […] para mí el mayor acontecimiento quizás de toda la historia, y no hay nada comparable en el pasado, permanece sustancialmente inobservado: la superación de toda la naturaleza o del entorno natural como huésped de la vida humana, en favor de un medio tecnológico, de una tecnología de masas. Así que estas películas no tratan del efecto de la tecnología o la industria sobre la gente, sino de que todo, la política, la educación, la estructura financiera […] la cultura, la religión, todo existe dentro de la tecnología."

- Sobre la relación del hombre con la tecnología: "Creo que fue Einstein quien dijo que ‘el pez será el último en conocer el agua.’ Mi película se basa en la idea, en el sentimiento trágico de que los humanos serán los últimos en conocer la Tecnología. Tecnología con mayúsculas, no todos los aparatitos que llamamos tecnología: Tecnología como la verdadera terra ferma."

## Filmografía
- Visitors (2014)
- Naqoyqatsi (2002) también titulada: Naqoyqatsi: Life as War
- Evidence (1995)
- Anima Mundi (1992) también titulada: The Soul of the World
- Songlines (1989)
- Powaqqatsi (1988) también titulada: Powaqqatsi: Life in Transformation
- Koyaanisqatsi (1982) también titulada: Koyaanisqatsi: Life Out of Balance